# Chani (fiume)
Il Chani (in russo Хани?) è un fiume della Russia siberiana orientale, affluente di sinistra dell'Olëkma (bacino idrografico della Lena). Scorre nel Territorio della Transbajkalia e nell'Oblast' dell'Amur.
La sorgente del fiume si trova sul versante sud-orientale dei monti Udokan nella Transbajkalia e scorre da ovest a est. Il corso medio e inferiore del Chani si trova all'interno della regione dell'Amur per 89 km; sfocia nell'Olëkma a 356 km dalla foce. Ha una lunghezza di 141 km, il bacino è di 5 430 km². Nel corso superiore, il fiume scorre attraverso il lago Čitkanda.